# Jaskinia Mała (Wyżyna Wieluńska)
Jaskinia Mała – jaskinia o długości 22,5 metra w Górze Zelce (Jura Wieluńska). Odkryta przez prof. Jana Samsonowicza w 1934, zinwentaryzowana przez Adama Szynkiewicza w 1971 roku.
Do wnętrza jaskini prowadzi duży otwór o szerokości 4,3 m i wysokości 2,2 m, otoczony murem, wraz z zamykaną kratą. Tuż za wejściem rozciąga się sala z pozostałościami namulisk, której dno pokrywają głównie gruz i bloki wapienne. Z jej południowego końca odchodzi korytarz o długości 2 m, z dużymi blokami skalnymi na dnie. Prowadzi on z kolei do niewielkiej salki wraz z kominem, gdzie zachowały się liczne formy szaty naciekowej: polewy, żebra, stalaktyty, grzybki naciekowe oraz gruzły, w jednolitym, czerwono-brązowym kolorze. Dno salki pokryte jest namuliskiem, w stropie oraz na ścianach występują wymycia i kotły wirowe. Kontynuacją salki i jednocześnie zakończeniem jaskini jest metrowy korytarz z dnem pokrytym gruzem wapiennym. Jaskinia jest miejscem hibernacji nietoperzy, szczególnie gacka brunatnego. Można zaobserwować tu również pajęczaki. We wrześniu 2008 r. stwierdzono występowanie na ścianach okazów szczerbówki ksieni.
Jaskinia jest chroniona w ramach rezerwatu przyrody Węże w Załęczańskim Parku Krajobrazowym.